# Fatutaka
Fatutaka of Fatu Taka is een klein vulkanisch eiland in de provincie Temotu in de Salomonseilanden. Het is het meest oostelijke eiland in de Salomonseilanden. Het eiland is het restant van een dode vulkaan, het is een klein rotsachtig eiland met een hoogste punt van 122 m boven zeeniveau. Het totale landoppervlak is slechts 0,18 km². Fatutaka ligt ongeveer 60 km ten zuidoosten van Anuta.
Hoewel het eiland rostachtig is en de bodem niet bijzonder vruchtbaar is werd het door de inwoners van Anuta gebruikt om tuinen aan te leggen.
Fatutaka, Anuta en Tikopia zijn in 2003 zwaar getroffen door de cycloon Zoë.